# Opuntia lagunae
Opuntia lagunae är en kaktusväxtart som beskrevs av E.M. Baxter. Opuntia lagunae ingår i släktet fikonkaktusar, och familjen kaktusväxter. Inga underarter finns listade i Catalogue of Life.